# KulturPur

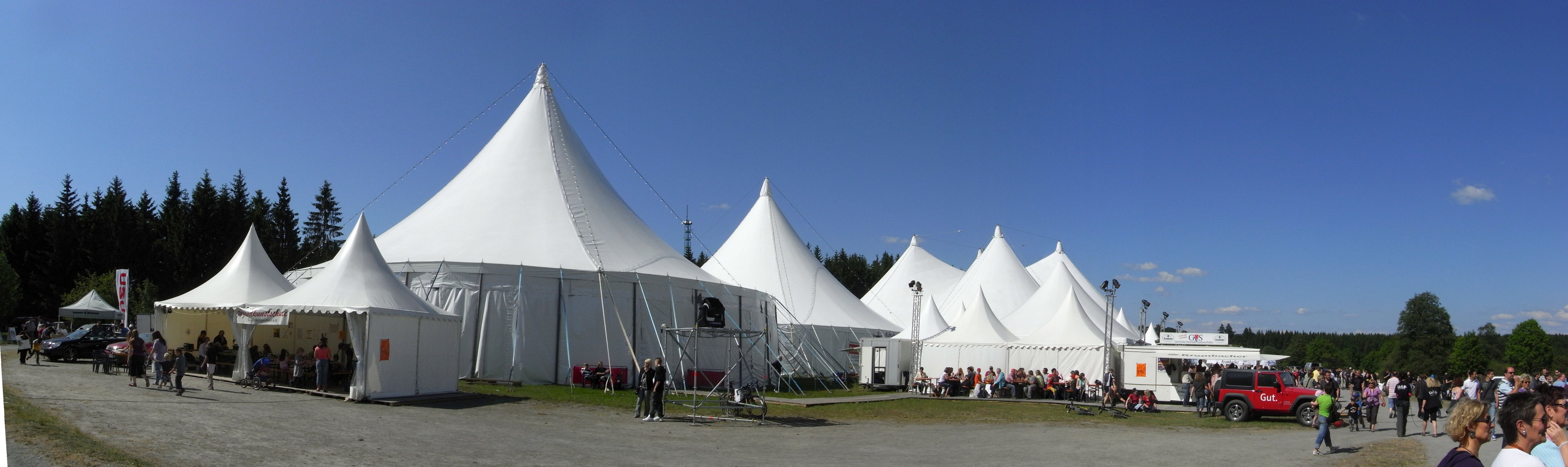
Panorama der Zeltstadt 2009

KulturPur auf der Ginsberger Heide im Kreis Siegen-Wittgenstein ist ein internationales Musik- und Theaterfestival. Geographisch gehört die Ginsberger Heide zum Ortsteil Grund der Stadt Hilchenbach, eine Anfahrtmöglichkeit mit dem Auto besteht jedoch nur über Hilchenbach-Lützel. Während des Festivals fahren aus allen Städten und Gemeinden des Kreisgebietes Sonderbusse auf den Giller und zurück.
KulturPur ist eines der größten Zeltfestivals in Europa und wird seit 1991 jährlich an Pfingsten durch den Kreis Siegen-Wittgenstein, die Städte Siegen, Kreuztal und Hilchenbach, den Gebrüder-Busch-Kreis sowie der IG Metall Siegen veranstaltet. Das mehrtägige Programm in und um die weißen italienischen Theaterzelte besteht aus einem Mix aus Musik, Theater und walking acts. Das größte der Zelte fasst bis zu 2.500 Personen.
Bis einschließlich 2017 war Wolfgang Suttner Leiter des Festivals. 2018 hat Jens von Heyden die Leitung übernommen. Aufgrund der Covid-19-Pandemie und damit einhergehenden Veranstaltungsverboten fiel das Festival in den Jahren 2020 und 2021 aus. Ein Großteil der Veranstaltungen wurde 2022 nachgeholt.

## Besucherzahlen
| Jahr | Besucheranzahl (geschätzt) |
| ---- | -------------------------- |
| 2008 | 58.000                     |
| 2009 | 61.000                     |
| 2010 | 74.000*                    |
| 2011 | 52.000                     |
| 2012 | 55.000                     |
| 2013 | 48.000                     |
| 2014 | 58.000                     |
| 2015 | 61.000                     |
| 2016 | 40.000                     |
| 2017 | 68.000                     |
| 2018 | 58.000                     |
| 2019 | 61.000                     |
| 2022 | 52.000                     |
| 2023 | 65.000                     |
| 2024 | 38.000                     |
| 2025 | 43.000                     |

- (* Die höhere Besucheranzahl in diesem Jahr kam unter anderem durch das umfangreiche Jubiläumsprogramm zustande, welches sich auf sieben Tage verteilte.)

## Topacts
- 1991: Die kleine Tierschau, Theatre de la Mie de Pain
- 1992: Konstantin Wecker & Wolfgang Dauner
- 1993: Ganz Schön Feist, Mikis Theodorakis
- 1994: Die Zöllner, Tony Sheridan, Ennio Marchetto, Charlie Mariano & Jasper van’t Hof
- 1995: Dirk Bielefeldt, Herbert Knebels Affentheater, Marla Glen
- 1996: Sissi Perlinger, Georges Moustaki, Paddy Goes to Holyhead, Maceo Parker & Candy Dulfer
- 1997: Juliette Gréco, Désirée Nick, Guildo Horn, Inga Rumpf & Joja Wendt-Quartett, The Seer
- 1998: The Wailers, Missfits, The Spencer Davis Group, Gilbert Bécaud, Horst Schroth, Django Asül
- 1999: Giora Feidman, Fettes Brot, Jango Edwards, Matthias Beltz
- 2000: Spermbirds, Ferris MC, Such a Surge, José Feliciano, The King, Gayle Tufts
- 2001: Milva, Dieter Nuhr, Deichkind, Tanzzkantine
- 2002: Geier Sturzflug, Markus, Peter Schilling, Leningrad Cowboys, Le Clou, Mayqueen, Onkel Fisch, Miriam Makeba
- 2003: Manfred Mann’s Earth Band, Puhdys, Esther Ofarim, Roger Chapman & The Shortlists, Hubert von Goisern
- 2004: Tim Fischer, Uriah Heep, MIA., Hudson Shad, Bill Wyman’s Rhythm Kings, Marla Glen
- 2005: Mousse T., Hans Liberg, Hot Chocolate, Marianne Faithfull, Stefan Gwildis, Canned Heat, Ten Years After, Iron Butterfly
- 2006: Bob Geldof, Christina Stürmer, The Boss Hoss, Ben Becker, The Sweet
- 2007: Mitternachtsspitzen, Badesalz, Knorkator, LaFee, 2raumwohnung, Roger Cicero, The Boss Hoss
- 2008: Compagnie Jant-Bi, Deichkind, Dieter Nuhr, Revolverheld, Ich + Ich, Cavewoman, Annett Louisan, Schandmaul, Scala & Kolacny Brothers, Gary Moore, Philharmonie Südwestfalen
- 2009: Helge Schneider, Thomas D, Ich + Ich, In Extremo, Inga Rumpf, Hubert von Goisern, Puppini Sisters, PhilharMOVIE (Philharmonie Südwestfalen) & Christian Brückner
- 2010: Milow, Culcha Candela, Rüdiger Hoffmann, The BossHoss, Ganz Schön Feist, Philharmonie Südwestfalen, Power!Percussion, Grobschnitt, Saltatio Mortis, Red Hot Chilli Pipers 
Zeltzauber - Die Jubiläumsshow mit Florian Schroeder, Torsten Sträter, Dirk Bielefeldt, Stage TV, Nina Burri, Elisabeth Markstein, Ganz Schön Feist
- 2011: Subway to Sally, Wir sind Helden, Jennifer Rostock, Dieter Thomas Kuhn & Band, Sophie Hunger, GOCOO, Familie Flöz, MIM I RICHI, Wahn und Witz im Wald (Festival-Eigenproduktion)
- 2012: Aalto Ballett Essen, Philharmonie Südwestfalen, Annett Louisan, Jethro Tull’s Ian Anderson, Tim Bendzko, Mother’s Finest, Gentleman & The Evolution, Wahn und Witz im Wald II
- 2013: Roger Hodgson, Mike & The Mechanics, Brings, Karl Dall, Mrs. Greenbird, Philharmonie Südwestfalen, Sophie Hunger, Santiano, Stanfour, Luxuslärm, Wahn und Witz im Wald III
- 2014: Simple Minds, BAP, Madeline Juno, Kim Wilde, Anna Depenbusch, Les Tambours du Bronx, Accuser & Rage, Philharmonie Südwestfalen, Johannes Oerding, Mayito Rivera
- 2015: Eric Burdon & The Animals, Mayumana, Hubert von Goisern, Willy Astor, UB40 feat. Ali Campbell, Mickey Virtue & Astro, Mindcrime & Die Apokalyptischen Reiter, Christoph Maria Herbst, Philharmonie Südwestfalen, Die kleine Tierschau, Los Dos y Compañeros, Jan Delay & Disko No. 1
- 2016: Anastacia, Joris, Chris Norman & Band, Seven, Die Mobilés - Moving Shadows, Schlag auf Schlag - Die WDR Comedy Gala, W.N. & Band, Fork, B.E. der Micathlet & Fläshmob, Philharmonie Südwestfalen, Luis Frank y son Traditional Habana
- 2017: Sarah Connor, Roger Hodgson, Matt Simons, Clueso, Blues Pills, Philharmonie Südwestfalen, Nina Attal, Dieter Falk & Sons, Rody Reyes & Havanna con Klasse
- 2018: Foreigner, liberiDI: Physical Theatre, Max Giesinger, Lena, Philharmonie Südwestfalen & Doldinger’s Passport, Andrew Strong performs The Commitments, Willer Watz, The Baseballs, All Stars Slam, ECHSperimente
- 2019: Status Quo, Wincent Weiss, Stefanie Heinzmann, In Extremo, Querbeat, eVolution Dance Theater, Anna, Nellie & Katharina Thalbach, Willer Watz präsentiert Kosmonautenklang, Philharmonie Südwestfalen & Martin Grubinger, Seun Kuti & Egypt 80
- 2022: Mark Forster, Suzi Quatro, Alice Merton, Mono Inc., Gregor Meyle & Band, Philharmonie Südwestfalen, Spider Murphy Gang, Stand Up 30, Die Besten im Westen, Flying Steps, Niedeckens BAP
- 2023: Silbermond, Hubert von Goisern, Earth, Wind & Fire Experience by Al McKay, Philharmonie Südwestfalen, Circus Baobab, Lord of the Lost, 40 Fingers, Clockclock, Kamrad, Von Wegen Lisbeth, Yarima Blanco, Beitzels Comedy-Gipfel
- 2024: Die Fantastischen Vier, MEUTE, Juli, Culcha Candela, Philharmonie Südwestfalen, HE/RO, Thundermother, Beitzels Comedy-Gipfel II, Ätna, Komfortrauschen (Band), The Singing Circus
- 2025: BAP, Alvaro Soler, Bosse, Versengold, Selig, Das Beste aus 2 Welten, Philharmonie Südwestfalen, Henner tanzt, Kati K & Gregor Hägele, Trombone Unit, Bruchwerk

## Impressionen

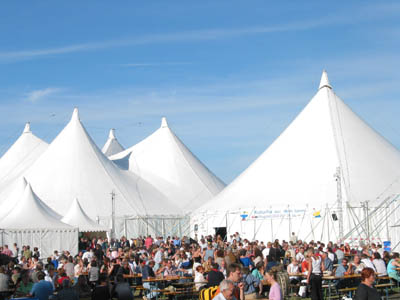
Nachmittags bei KulturPur
Die Zelttheaterdächer
Das Große Zelttheater beim Konzert von Bob Geldof 2006
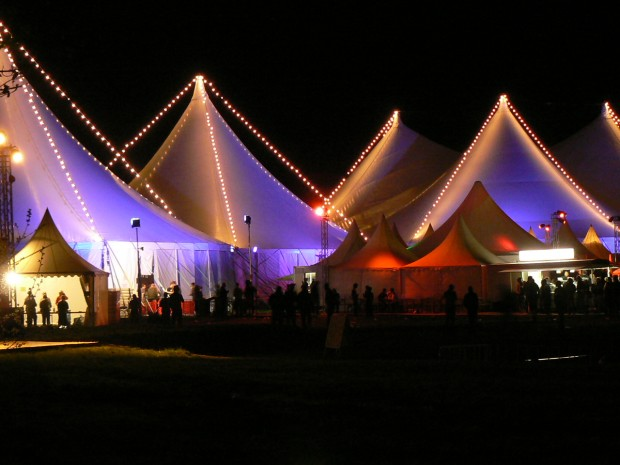
Die Zelte 2008